# Phymaturus tromen
Phymaturus tromen — вид ігуаноподібних ящірок родини Liolaemidae. Ендемік Аргентини. Описаний у 2015 році.

## Поширення і екологія
Phymaturus tromen відомі з типової місцевості, розташованої на заході департаменту Чос-Малаль в провінції Неукен, на дорозі від міста Чос-Малаль до вулкана Тромен.